# Dambach (Nadrenia-Palatynat)
Dambach – miejscowość i gmina w Niemczech, w kraju związkowym Nadrenia-Palatynat, w powiecie Birkenfeld, wchodzi w skład gminy związkowej Birkenfeld.